# Halowe Mistrzostwa Europy w Lekkoatletyce 1977 – pchnięcie kulą kobiet
Pchnięcie kulą kobiet – jedna z konkurencji technicznych rozgrywanych podczas halowych lekkoatletycznych mistrzostw Europy w hali Velódromo de Anoeta w San Sebastián. Rozegrano od razu finał 13 marca 1977. Zwyciężyła reprezentantka Czechosłowacji Helena Fibingerová, która była już halową mistrzynią Europy w tej konkurencji w 1973 i 1974. Tytułu zdobytego na poprzednich mistrzostwach nie broniła Iwanka Christowa z Bułgarii.

## Rezultaty
Rozegrano od razu finał, w którym wzięło udział 7 miotaczek.

Opracowano na podstawie materiału źródłowego.
| Poz. | Zawodniczka          | Reprezentacja  | Próby | Próby | Próby | Próby | Próby | Próby | Wynik | Uwagi |
| Poz. | Zawodniczka          | Reprezentacja  | 1     | 2     | 3     | 4     | 5     | 6     | Wynik | Uwagi |
| ---- | -------------------- | -------------- | ----- | ----- | ----- | ----- | ----- | ----- | ----- | ----- |
| 01 ! | Helena Fibingerová   | Czechosłowacja | 21,46 | x     | x     | x     | 20,49 | 20,91 | 21,46 | CR    |
| 02 ! | Ilona Slupianek      | NRD            | 21,12 | 20,21 | 20,43 | 20,65 | 20,78 | 20,53 | 21,12 |       |
| 03 ! | Eva Wilms            | RFN            | 17,54 | 19,86 | 19,95 | 20,85 | 20,87 | 19,38 | 20,87 |       |
| 4.   | Margitta Droese      | NRD            | 20,09 | 19,61 | 19,31 | 19,68 | x     | 19,66 | 20,09 |       |
| 5.   | Swietłana Kraczewska | ZSRR           | 17,62 | 19,62 | 19,36 | 19,52 | x     | 18,95 | 19,62 |       |
| 6.   | Beatrix Philipp      | RFN            | 16,88 | 17,35 | 16,93 | 16,97 | 17,14 | x     | 17,35 |       |
| 7.   | Zdeňka Bartoňová     | Czechosłowacja | 16,62 | 16,55 | 16,60 | 17,04 | 17,05 | 16,72 | 17,05 |       |